# Vågåvatnet
Het Vågåvatnet of Vågåvatn is een meer gelegen bij Lom en Vågå in de provincie Oppland in Noorwegen. Het meer ligt 362 meter boven zeeniveau en heeft een oppervlakte van 14.76 km² en behoort tot de grootste meren van Noorwegen.
De rivier de Otta begint in Skjåk en komt uit in het meer Vågåvatnet. Het eindigt bij Vågåmo en gaat verder door het Ottadal tot de rivier Gudbrandsdalslågen bij Otta in de gemeente Sel.